# Hans Heyerdahl

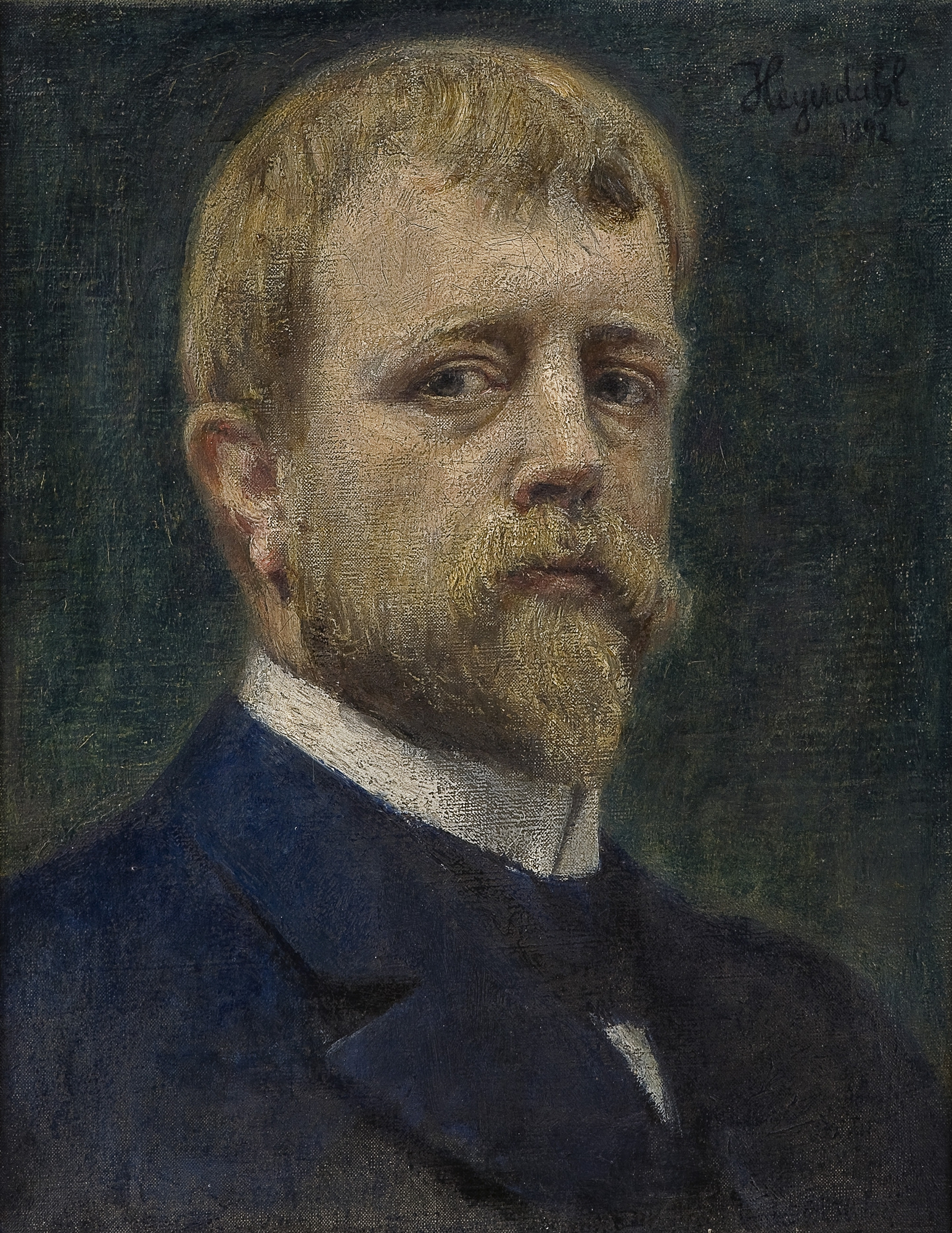
Selbstporträt

Hans Heyerdahl (* 8. Juli 1857 in Smedjebacken, Schweden; † 10. Oktober 1913 in Kristiania, heute Oslo) war ein norwegischer Maler.

## Leben
Heyerdahl wuchs in Drammen auf, besuchte die 1873 Kunstschule in Oslo und studierte ab 1874 gemeinsam mit Eilif Peterssen an der Akademie der bildenden Künste in München, seine Lehrer waren Ludwig von Löfftz und Lindenschmit der Jüngere. 
Seine Begabung spiegelte sich bereits in zahlreichen Akademiepreisen wider. Auf der Weltausstellung in Paris 1878 erhielt er die Goldmedaille für sein Bild Vertreibung Adams und Evas aus dem Paradies. In den Jahren von 1878 bis 1882 arbeitete Heyerdahl in Paris und wurde als Schüler Léon Bonnats von der Pleinairmalerei beeinflusst.
Ein weiteres Hauptwerk, Das sterbende Kind, wurde 1882 von Frankreich angekauft. Die Auszeichnung dieses Bildes  mit dem Großen Preis von Florenz ermöglichte ihm eine Studienreise nach Italien (1882–84), wo er mit Arnold Böcklin Kontakt hatte.
In Oslo und Åsgårdstrand stand er in Kontakt mit Christian Krohg und dem jungen Edvard Munch. Er ist ein wichtiger Vertreter des Norwegischen Realismus. Nach der Jahrhundertwende öffnete er sich dem Pangermanismus.
Er war ein Urenkel des norwegischen Juristen und grönländischen Inspektors Johan Friedrich Schwabe (1749–1821).